# 程玉洁
程玉洁（2005年9月22日—），中国女子游泳运动员，2021年世界短池游泳锦标赛女子4×200米自由泳接力和女子4×100米混合泳接力铜牌得主、2023年世界游泳锦标赛女子4×100米自由泳接力铜牌得主。